# Elizabeth Vowler

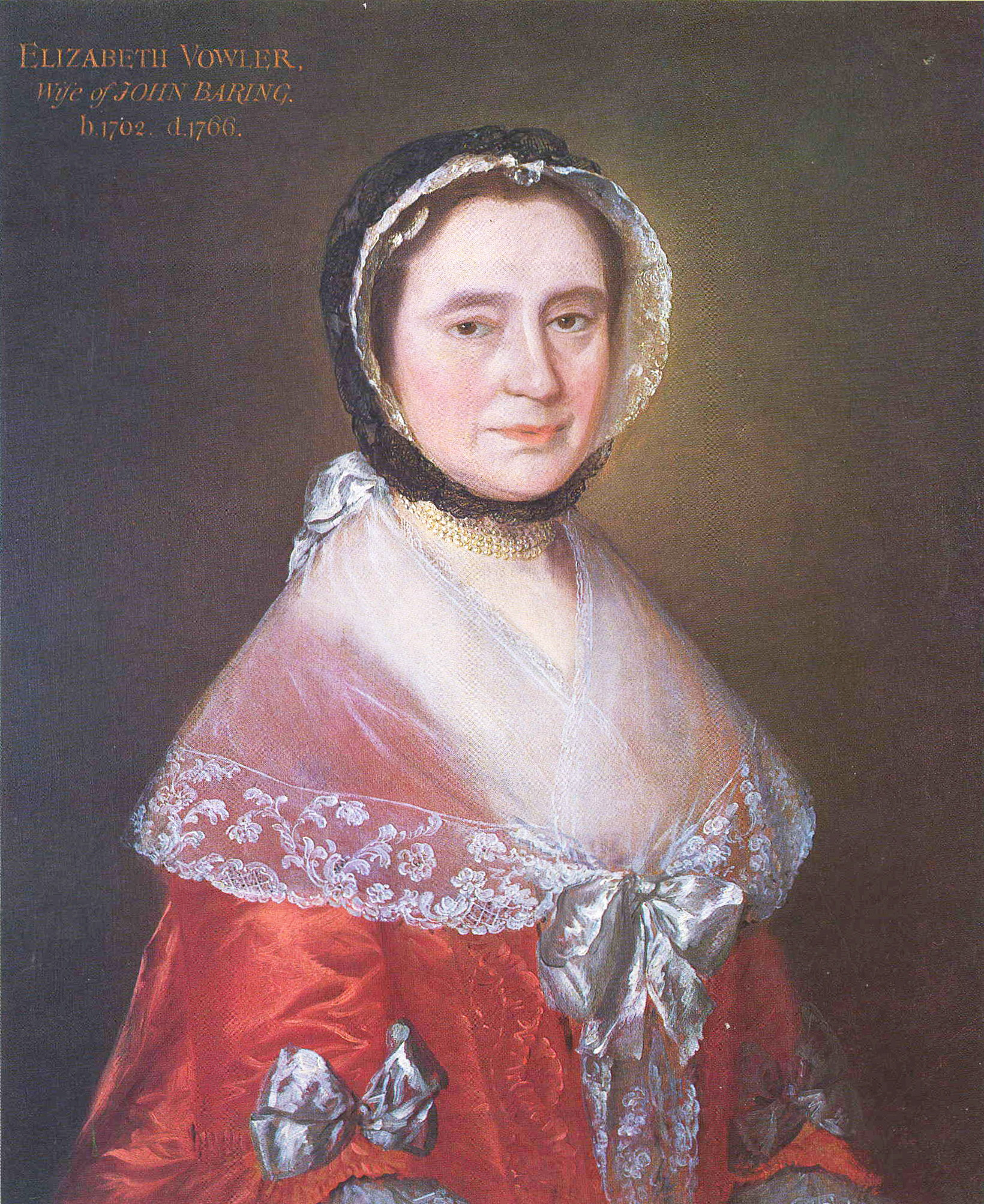
Elizabeth Baring

Elizabeth Vowler (1702 –1766) was een Britse koopvrouw. 

## Biografie
Ze werd geboren als dochter van een rijke levensmiddelenhandelaar uit Exeter. In 1729 trouwde ze met de Duitse immigrant John Baring, die een van de leidende bedrijven in de Britse wolhandel had opgezet.
Na zijn dood in 1748 zette ze zijn bedrijf met succes voort. Ze werd beschreven als een intelligente vrouw met een goede handelsgeest en was een van de succesvolste Britse zakenvrouwen van haar tijd. Haar onderneming werd een van de grootste van Engeland legde de basis voor wat later de Barings Bank werd.

## Huwelijk en kinderen
Elizabeth Vowler en John Baring kregen vijf kinderen:
- John Baring (1730–1816), die met zijn broer de John and Francis Baring Company startte, die uiteindelijk tot de Barings Bank zou uitgroeien.
- Thomas Baring (1733–1758)
- Francis Baring (1740–1810), partner van zijn broer in de John and Frans Baring Company. Hij werd in de Britse adelstand verheven als baronet.
- Charles Baring (1742–1829), huwde met Margaret Gould (1743–1803)
- Elizabeth Baring (1744–1809), huwde in 1780 met John Dunning (1731–1783), lid van het Britse Lagerhuis en in 1782 in de adelstand verheven als baron Ashburton.